# Festival de télévision de Monte-Carlo 2016
 (novembre 2016).
Le Festival de télévision de Monte-Carlo 2016, 56e édition du festival, s'est déroulé du 12 au 16 juin 2016.

## Nommés aux Nymphes d'or[1],[2]

### Programme long fiction
- Nackt Unter Wölfen  Allemagne
- Tannbach - Schicksal Eines Dorfes, Teil 1: Der Morgen Nach Dem Krieg  Allemagne
- Peter Allen: Not The Boy Next Door  Australie
- L'Emprise  France
- Max & Helene  Italie
- Wolf Hall  Royaume-Uni

### Séries TV-comédie
- Better Call Saul  États-Unis
- Ash vs. Evil Dead  États-Unis &  Nouvelle-Zélande
- Plan B  Israël
- Maniac  Norvège
- Craie To Grave  Royaume-Uni
- Catastrophe  Royaume-Uni

### Séries TV-dramatique
- Deutschland 83  Allemagne
- Code Black  États-Unis
- The Man In The High Castle  États-Unis
- Ófærð / Trapped  Islande
- River  Royaume-Uni
- Poldark  Royaume-Uni

### Grands reportages de société
- ZDFzeit: Der Fall Deutsche Bank - Abstieg Eines Geldhauses  Allemagne
- De Recherche  Belgique
- Filming My Father: In Life And Death  Royaume-Uni
- Jihad: A British Story  Royaume-Uni
- Those Who Said No  Suède

### Grands reportages d'actualités
- Nissan  Espagne
- Libye, Daech Aux Portes De L'Europe ?  France
- People Smuggler: World'S Most Wanted  Libye
- Drone  Norvège
- Al Jazeera Investigates - Genocide Agenda  Qatar

### Programme d'actualités 24 heures/24
- Baltimore Unrest  États-Unis
- Charlie Hebdo Attacks: Live Analysis  France
- NHK News: Kuchinoerabu Eruption  Japon

### Reportage du journal télévisé
- Fluchthelfer 2.0 - Flüchtlinge Und Smartphone  Allemagne
- Odyssée En Mer Egée  France
- ITV News At Ten - Road To Raqqa  Royaume-Uni
- SVT Nyheter: Illegala Parkeringstillstånd  Suède

### Prix spécial du prince Rainier III
- Der Letzte Raubzug  Allemagne &  Canada
- Sulle Tracce Dei Ghiacciai: Missione In Alaska  Italie

### Prix de l'audience TV internationale

#### Meilleure série TV dramatique
- Esprits criminels  États-Unis
- Les Experts  États-Unis
- The Flash  États-Unis

#### Meilleure série TV comédie
- Modern Family  États-Unis
- The Big Bang Theory  États-Unis
- Mon oncle Charlie  États-Unis

#### Meilleure telenovela
- Corazón indomable  Mexico
- The Bold and the Beautiful  États-Unis
- Thumari Paakhi  Inde

## Palmarès[3]

### Programme long fiction
- Meilleur programme long de fiction : Tannbach - Line Of Separation  Allemagne
- Meilleure actrice: Odile Vuillemin dans L'Emprise  France
- Meilleur acteur : Mark Rylance dans Wolf Hall  Royaume-Uni

### Actualités
- Meilleurs grands reportages d’actualités : Drone  Norvège
- Meilleur grand reportage de société : Those Who Said No  Suède
- Meilleur reportage du journal télévisé : Odyssée En Mer Egée  France
- Meilleur programme d’actualités 24 heures/24 : Baltimore Unrest  États-Unis

Séries TV
- Meilleure série télévisée - comédie : Better Call Saul  États-Unis
- Meilleure actrice : Sharon Horgan dans Catastrophe  Royaume-Uni
- Meilleur acteur : Bob Odenkirk dans Better Call Saul  États-Unis
- Meilleure série télévisée - dramatique : River  Royaume-Uni
- Meilleure actrice : Marcia Gay Harden dans Code Black  États-Unis
- Meilleur acteur: Jonas Nay dans Deutschland 83  Allemagne

### Prix de l'audience TV internationale
- Meilleure série télévisée – dramatique : CSI : Crime Scene Investigation  États-Unis
- Meilleure série télévisée – comédie : The Big Bang Theory  États-Unis

### Prix spéciaux
- Prix spécial prince Rainier III : Gambling On Extinction  Allemagne &  Canada
- Prix AMADE : The Long March  Italie
- Prix du Comité international de la Croix-Rouge : The Long March  Italie
- Prix SIGNIS : The Cyberbully  Royaume-Uni
- Prix de la Croix-Rouge monégasque : Little Big Voice  Autriche
- PRIX URTI - grand prix international du documentaire d’auteur : SONITA  Allemagne,  Suisse,  Iran